# 陳志遠 (商人)
丹斯里陳志遠（Vincent Tan Chee Yioun，1952年2月—），男，漢族，祖籍福建省泉州市永春縣桃城鎮侖山村，马来西亚富豪，出生於马来亚柔佛州峇株巴辖县，為成功集团創辦人、英格蘭冠軍足球聯賽卡迪夫城足球俱乐部的擁有者。根據《福布斯》報道，其身家達到13億美元。

## 生平
1980年12月陳志遠得到麦当劳在马来西亚特许经营权，兩年後首家麥當勞正式在馬來西亞出現。1984年收購了成功工業，「成功」二字一直沿用至今，之後又取得7-11經營權 。1985年又取得多多体育彩票经营权，成为政府首批私营化成功的企业之一。
2010年5月，陳志遠收購了在英格蘭參賽的威爾斯球隊卡迪夫城，並隨即解僱了主教練戴夫·鍾斯，由马尔基·马凯接任。陳志遠深信紅色會帶來好運，2012年6月在不理會球迷的強烈反對下，強行把球會沿用了百多年的主色從藍色變為紅色，會徽主動物由藍鳥轉變為威爾斯紅龍。在2012/13球季，變為紅色的卡迪夫城以聯賽冠軍身份升上英超。後來有報導指陳志遠在沒有咨詢马尔基·马凯的情況下簽入埃蒂恩·维利康亚，马凯就事件拒絕評論。2013年10月，他辭退了馬凱的好友、轉會經理伊恩·穆迪（Iain Moody），並任命一位年僅23歲、他好友的兒子出任該職，唯因工作簽證問題而未能成事。2013年12月，马凯要求陳志遠在冬季轉會期間撥錢擴軍，但陳志遠反擊指他夏天已超支1,500萬鎊，並發出「最後通牒」，自己辭職或被革職。12月27日，马尔基·马凯被革職，由奥勒·居纳尔·索尔斯克亚接任。12月30日，陳志遠揚言要簽入生日日期有8字的球員。
2018年10月25日，陈志远设晚宴，招待刚结束泰国官访回国的首相马哈迪·莫哈末。陈志远的女儿陈雪铃在Instagram上载的照片显示，出席晚宴的包括陈志远、陈志远的儿子陈有江和马来西亚国际影星杨紫琼等人。

## 家庭
陳志遠育有十一子女，陳是香港艺人刘德华妻子朱丽倩的舅舅。
- 長子陳永欽（1974年—），2017年自成功集团MYX：3395集團主席轉任首席執行員。[15][16]
- 兒子陳有江（Morvin Tan，陳雪鈴之兄），成功时代广场首席运营官（屬成功資產MYX：3239）兼成功集团菲律賓區域總經理，2019年2月與俄裔未婚妻珀琳娜·萨莫伊洛娃（Polina Samoylova）訂婚。[17][18][19][20]
- 兒子Tan U-Ming，2011年起任馬來西亞7-Eleven執行董事，現兼任多多博彩（英语：Sports Toto）MYX：1562執行董事。[21][22]
- 兒子Euvin Tan，直销公司科士威（Cosway）執行董事。[21][23]
- 兒子Tan U-Peng（1992年—），2016年受委成功集团英國投發總監，2019年娶妻[21][24][25]
- 兒子Nevin Tan、Ray Tan、Tan U-Jiun[21][26]
- 長女陳雪冰（Nerine Tan Sheik Ping，1977年—），2018年出任多多博彩（英语：Sports Toto）MYX：1562首席執行員。[15][16][27]
- 女兒陳雪鈴（Chryseis Tan，1988年—，成功时代广场执行董事[屬成功資產MYX：3239]、成功置地MYX：4219执行总监），2018年適法利·纳斯慕丁（1985年—，其父為纳莎集团（英语：Naza）已故创办人丹斯里纳西慕丁·阿敏（英语：SM Nasimuddin SM Amin）），2020年3月公佈懷孕[15][28][29][30]，7月誕下女兒Arianna Kyla。[31][32]
- 女兒陈莹铃（Chrystal Tan）[17][21][33]

## 评价
2023年11月13日，马来西亚前首相马哈迪·莫哈末说，从他担任首相至今，如果要他说出国内一名表现杰出的企业家名字，他心中的人选是陈志远。他说，陈志远从大马发迹，通过政府提供的机会崭露头角。
|          | 陈志远有能力一次过买下冰岛的14间酒店，也有能力在日本兴建酒店；他在很多地区的表现都很成功。 |
| ——马哈迪 |                                                                                            |

## 相关事件
2018年6月，陈志远及其持有5.04％股权的T7 Global公司被指参与东海岸铁路计划。时任马来西亚首相马哈迪·莫哈末在记者会受询时表示毫不知情：“我不知道，我无法评论，你应该询问陈志远。”

## 陳志遠相關條目
- 長子陳永欽
- 女婿法利·纳斯慕丁（陳雪鈴Chryseis Tan丈夫）
- 外甥女朱丽倩並其夫婿刘德华
- 成功集团
- 成功时代广场
- 7-Eleven
- 多多博彩（英语：Sports Toto）